# Füzesabony
Füzesabony là một thành phố thuộc hạt Heves, Hungary. Thành phố này có diện tích 46,34 km², dân số năm 2010 là 7883 người, mật độ 170 người/km².